# Milan Kňažko
Milan Kňažko (ur. 28 sierpnia 1945 w Hornych Plachtincach) – słowacki aktor i polityk, były minister i wicepremier, jeden z przywódców aksamitnej rewolucji.

## Życiorys
W 1963 zdał egzamin maturalny, w 1968 został absolwentem Wyższej Szkoły Sztuk Scenicznych w Bratysławie. Odbył również studia podyplomowe w Nancy. W latach 1970–1990 pracował w stołecznych teatrach, w tym od 1985 w Słowackim Teatrze Narodowym. Jednocześnie od połowy lat 60. występował w produkcjach kinowych i telewizyjnych.
W 1989 należał do założycieli opozycyjnego ruchu politycznego Społeczeństwo przeciw Przemocy. Był doradcą prezydenta Czechosłowacji Václava Havla i posłem do zgromadzenia federalnego (1989–1990). W 1990 przez kilka miesięcy pełnił funkcję ministra bez teki, a następnie do 1991 ministra spraw zagranicznych. W 1991 współtworzył partię polityczną Ruch na rzecz Demokratycznej Słowacji. W latach 1992–1993 był pierwszym ministrem spraw zagranicznych Słowacji oraz wicepremierem. Odszedł następnie do Unii Demokratycznej Słowacji, której został wiceprzewodniczącym, wraz z tym ugrupowaniem (przekształconym w Unię Demokratyczną) współtworzył Słowacką Koalicję Demokratyczną. W latach 1998–2002 ponownie wchodził w skład rządu jako minister kultury. Wycofał się później z działalności politycznej, od 2003 do 2007 był dyrektorem generalnym telewizji TV JOJ.
W 2014 kandydował bez powodzenia jako niezależny w wyborach prezydenckich, otrzymując około 244 tys. głosów (12,9%) i zajmując w pierwszej turze 4. miejsce.

## Wybrana filmografia
- 1965: Šerif za mrežami
- 1971: Nevesta hôľ
- 1972: Jutro będzie za późno jako kapitan Ján Nálepka
- 1975: Život na úteku
- 1979: Choď a nelúč sa
- 1980: Hodiny
- 1985: O sláve a tráve
- 1986: Kohút nezaspieva
- 1986: Návrat Jána Petru
- 1986: Safari
- 1989: Devět kruhů pekla
- 1989: Dobří holubi se vracejí
- 1991: Poslední motýl
- 2005: Bel ami
- 2005: Rána z milosti
- 2007: Hostel 2
- 2009: Normal[2]